# Sparkassen Open 2012
Lo Sparkassen Open 2012 è stato un torneo professionistico di tennis giocato sulla terra rossa. È stata la 19ª edizione del torneo che fa parte dell'ATP Challenger Tour nell'ambito dell'ATP Challenger Tour 2012. Si è giocato Braunschweig in Germania dal 2 all'8 luglio 2012.

## Partecipanti

### Teste di serie
| Nazionalità | Giocatore             | Ranking* | Testa di serie |
| ----------- | --------------------- | -------- | -------------- |
| Argentina   | Carlos Berlocq        | 37       | 1              |
| Brasile     | Thomaz Bellucci       | 80       | 2              |
| Spagna      | Rubén Ramírez Hidalgo | 82       | 3              |
| Germania    | Tobias Kamke          | 84       | 4              |
| Germania    | Björn Phau            | 88       | 5              |
| Estonia     | Jürgen Zopp           | 95       | 6              |
| Argentina   | Horacio Zeballos      | 98       | 7              |
| Rep. Ceca   | Jan Hájek             | 105      | 8              |

- Ranking al 25 giugno 2012.

### Altri partecipanti
Giocatori che hanno ricevuto una wild card:
- Carlos Berlocq
- Peter Heller
- Julian Reister
- Jan-Lennard Struff

Giocatori che hanno ricevuto un entry come special exempt per il tabellone principale:
- Tommy Robredo

Giocatori passati dalle qualificazioni:
- Farruch Dustov
- Filip Horanský
- Michał Przysiężny
- Artem Smyrnov

## Campioni

### Singolare
- Thomaz Bellucci ha battuto in finale  Tobias Kamke con il punteggio di 7–6(4), 6–3

### Doppio
- Tomasz Bednarek /  Mateusz Kowalczyk hanno battuto in finale  Harri Heliövaara /  Denys Molčanov con il punteggio di 7–5, 6(1)–7, [10–8]